# Festuca dinirica
Festuca dinirica là một loài thực vật có hoa trong họ Hòa thảo. Loài này được Stancík mô tả khoa học đầu tiên năm 2004.